# Iparretarrak
Iparretarrak va ser una organització armada basca que va actuar a Iparralde, de caràcter nacionalista basc i socialista. Reivindicava la independència de França d'Iparralde, per a incorporar-se en una Euskal Herria independent, juntament amb el País Basc i Navarra. Va realitzar la seva última acció armada el 2000, si bé oficialment no ha emès cap declaració de dissolució.
Iparretarrak significa "els del nord" en basc, tot i que també es fa servir com a acrònim de l'expressió Iparraldeko Abertzaleak, "Patriotes del Nord", que s'abreuja en les sigles IK.

## Ideologia
Encara que pretenen la independència política d'Euskal Herria, el 1993 van donar suport a l'esborrany a favor d'una institució autonòmica pròpia pel País Basc del Nord, amb més competències que un departament, com a primer pas dintre de l'estructura estatal francesa com a instrument de promoció de l'euskera i la cultura basca a França.

## Accions
Va portar a terme la seva presentació al mercat de ramat d'Urepel l'any 1972 i va realitzar la seva primera acció armada l'11 de desembre de l'any següent. El 1974 va començar a publicar la revista Ildo (camí). L'organització va ser declarada il·legal per les autoritats franceses el 1978.
Iparretarrak va adquirir notorietat especialment durant el judici a Jean Claude Marguirault, Xan, el 1980. En aquest mateix any dos militants de l'organització van morir quan els va esclatar una bomba que pretenien col·locar sota el cotxe de la dona del subprefecte del departament.
El 1982 (el seu any de major activitat, amb 34 accions armades) van executar un policía CRS (per bé que IK no ha assumit mai aquella acció). Les seves accions han consistit generalment en atacs amb bomba contra instal·lacions turístiques, interessos d'empreses immobiliàries i dependències de l'administració francesa. El seu àmbit d'actuació és Iparralde.
En vigílies de la visita del president francès François Mitterrand a Lapurdi el 1984 van atemptar contra l'aeroport de Biarritz i van emetre un comunicat en el qual acusaven aquest dirigent de no respectar la cultura i els "drets nacionals" del poble basc.

## Últimes accions
El 1998, després de la firma del Pacte d'Estella, IK va declarar una treva per a no entrebancar el procés. La va trencar a l'abril del 2000, quan va posar un explosiu en una oficina buida d'una gendarmeria de la localitat de Lecumberry. També va atacar un centre turístic a prop de Baiona, a Arcangues. D'aleshores ençà, Iparretarrak no ha realitzat més accions i tampoc no s'ha pronunciat sobre la seva situació.